# Andrew Aldridge
Andrew Aldridge (ur. 18 kwietnia 1986) – nowozelandzki żużlowiec.

## Życiorys
Wielokrotny medalista indywidualnych młodzieżowych mistrzostw Nowej Zelandii: trzykrotnie złoty (2003, 2006, 2007) oraz srebrny (2002). 
Startował w lidze brytyjskiej, w barwach klubów z Hoddesdon i Bournemouth.